# Innéisme
 (mars 2018).
Si vous disposez d'ouvrages ou d'articles de référence ou si vous connaissez des sites web de qualité traitant du thème abordé ici, merci de compléter l'article en donnant les références utiles à sa vérifiabilité et en les liant à la section « Notes et références ».
L'innéisme est une doctrine philosophique selon laquelle certaines idées ou structures mentales sont innées, c'est-à-dire présentes dans l'esprit humain sans être le résultat d'un apprentissage,.

## Histoire

### Platon
L'innéisme de Platon est présent dans les doctrines de l'immortalité de l'âme et de la réminiscence, tels que décrits dans le Ménon, le Phédon et le Phèdre. Dans la cosmologie platonicienne, l'âme a accès à la connaissance de la vérité lorsqu'elle se trouve dans un état non incarné dans le monde des Idées. Au moment de rejoindre un corps et de lui donner vie, elle oublie tout ce qu'elle a pu connaître dans le monde des Idées, et doit ainsi réapprendre. C'est à travers la méditation philosophique que l'esprit humain peut accéder à la réminiscence et ainsi à la forme la plus pure de connaissance qu'il lui soit possible de concevoir.
Le caractère innéiste de la théorie de la réminiscence chez Platon est contesté. D'une, les Idées n'existent comme telles que dans le monde des Idées. Elles ne sont ainsi accessibles à la conscience humaine qu'à travers la partie de l'âme qui est reliée au corps. Elles sont ainsi préexistantes à l'expérience, critère nécessaire pour qu'elle puissent être qualifiées d'innées. Les Idées sont ainsi accessibles à l'esprit humain que de manière partielle et non dans leur pureté, ni dans leur éternité. Les idées innées, au contraire sont données à la naissance, alors que les idées chez Platon, ne sont pas données. Elles sont rendues accessibles par le biais de la philosophie. Il faut donc bien distinguer les idées comme forme et les idées innées qui sont en quelque sorte des idées primitives à partir desquelles notre esprit va connaître les choses.

### Descartes
On peut dégager deux positions des textes cartésiens concernant l’innéité, ceux qui identifient l’inné à l’implicite et ceux qui définissent l’innéité comme une disposition.

#### L'inné comme implicite
Selon cette conception, les idées innées sont donc conçues comme toujours déjà actuellement présentes dans l’esprit dans leur forme complète, même si nous ne faisons pas attention à elles. 

Par exemple, selon Descartes, l'idée de Dieu est innée :
« Chacun a en lui-même une idée implicite de Dieu, c’est-à-dire une aptitude à la percevoir explicitement ; mais je ne suis pas surpris que pas tout le monde ne soit conscient qu’il l’a ou remarque qu’il l’a ».
Ne dérivant pas de l'expérience sensible en tant qu'elle est innée, l'idée de Dieu garantira l'existence du monde extérieur. Les idées innées sont claires et distinctes, comme l'idée d'extension pour les corps [pas clair]. Un corps se définit par sa longueur et sa largeur, ainsi que son mouvement.

#### L'inné comme disposition
On trouve aussi chez Descartes une conception alternative qui affirme que les idées innées ne sont pas toujours déjà présentes dans l’esprit dans leur forme complète. Ainsi, dans les Annotations aux Principes, Descartes refuse que les idées innées soient représentées dans l’âme à la manière dont les vers sont contenus dans un livre de Virgile. A l’objection de Hobbes selon laquelle l’idée de Dieu étant innée, elle devrait se manifester d’elle-même durant le sommeil, Descartes répond que l’expression « idée née avec nous » signifie en fait que « nous avons la faculté de produire ». Dans sa lettre à Regius du 24 mai 1640, Descartes admet déjà que l’esprit a la faculté d’amplifier les idées des choses et que cette amplification participe à la formation de l’idée de Dieu. Les idées innées ne seraient donc pas des idées actuelles imprimées comme telles en nous. Elles seraient dans l’esprit d’une manière seulement virtuelle ou potentielle. Cette conception dispositionnelle de l’innéité est exposée de la façon la plus claire et la plus complète dans les Notae in programma, dans lequel Descartes fait une analogie entre idées innées et maladies héréditaires :
« je les [les idées] ai nommées innées (innatas) ; mais je l’ai dit au même sens que nous disons que la générosité, par exemple, est innée (innatam) à certaines familles, ou que certaines maladies, comme la goutte ou la gravelle, sont naturelles à d’autres ; non pas que les enfants qui prennent naissance dans ces familles soient travaillés de ces maladies au ventre de leurs mères, mais parce qu’ils naissent avec la disposition ou la faculté de les contracter ».

#### Critiques
John Locke s'opposera aux idées innées cartésiennes, précisément parce que chez Descartes la connaissance du monde ne peut être que par l'activité de l'esprit qui découvre les propriétés du monde en travaillant sur ses idées, alors  que pour Locke, l'âme (ou esprit, mind) est une tabula rasa, et que toute idée dérive par conséquent de l'expérience sensible. Autrement dit, les choses dans le monde recèlent des propriétés qui se communiquent dans nos impressions sensibles. Les idées sont des copies de ces impressions et sont, par conséquent, moins vivaces que les impressions originelles. Ces idées sont exposées dans l'Essai sur l'entendement humain.

### Leibniz
Gottfried Wilhelm Leibniz critiquera l'ouvrage de Locke dans ses Nouveaux Essais sur l'entendement humain (rédigés en 1703-1704 mais publiés seulement de manière posthume en 1765 à la suite de la mort de Locke).

## Dans d'autres disciplines

### Innéisme linguistique
En linguistique historique, le linguiste américain William Dwight Whitney (né et mort au XIXe siècle) distingue une capacité innée (faculté anthropologique) d'un produit acquis (maîtrise d'une langue). Il évoque ainsi une faculté innée du discours, qu'il différencie du produit élaboré qu'est la langue. Il opère une analogie : les facultés innées des êtres humains pour l'art, la conception d'objets ou les mathématiques ne font pas de chaque personne un artiste, ingénieur ou mathématicien. Cette distinction faite, Whitney considère la langue comme un produit, qu'il nomme « institution ».
En linguistique contemporaine, la grammaire universelle de Chomsky est une reprise de cette position philosophique.